# Диоксид меди
Диоксид меди — бинарное неорганическое соединение меди и кислорода с формулой CuO2, не растворяется в воде, образует кристаллогидраты — коричнево-чёрные кристаллы.

## Получение
- Реакция суспензии гидроксида меди и перекиси водорода:

{\displaystyle {\mathsf {Cu(OH)_{2}+H_{2}O_{2}\ {\xrightarrow {0^{o}C}}\ CuO_{2}\cdot H_{2}O\downarrow +H_{2}O}}}

## Физические свойства
Диоксид меди образует кристаллы, во влажном состоянии неустойчив и быстро теряет кислород. В сухом состоянии относительно устойчив.
Не растворяется в воде и этаноле.
Образует кристаллогидрат состава CuO2•H2O — коричнево-чёрные кристаллы.
Молекула имеет строение O=Cu=O.